# Ы (паровоз)
Ы (еры) — русский грузовой паровоз типа 0-4-0 со сцепным весом 60 тонн и производившийся с 1910 по 1920 годы; также известен как «тип 0-4-0 Армавир-Туапсинской железной дороги» в честь первой дороги-заказчицы.
В общей сложности было выпущено 372 паровоза серии Ы всех индексов, которые эксплуатировались в основном на малодеятельных и второстепенных линиях, а также осуществляли подвозку поездов (как грузовых, так и пассажирских) к основным железнодорожным магистралям страны; со временем, в связи с поступлением более мощных локомотивов, были переведены на маневровую работу.

## Паровозы Ы
Когда в 1909 году началось строительство частной Армавир-Туапсинской железной дороги, на ней укладывались рельсы массой 30 кг/м; это означало, что осевые нагрузки подвижного состава не должны были превышать 15 тонно-сил. Как и в случае со многими частными железными дорогами в стране, руководство Армавир-Туапсинской дороги считало, что на грузовых паровозах нецелесообразно применять бегунковую ось, а потому было решено, что для тяги грузовых поездов будут использоваться паровозы типа 0-4-0, сцепной вес которых должен был составлять 15×4=60 тонн. Однако таких локомотивов в стране не было, тогда как «паровоз нормального типа 1904 года» (серия Ов) имел вес 52,5 тонн, то есть недостаточный, а созданный в 1908 году на Коломенском заводе паровоз заводского типа 107 (серия Ѵ) — 64,4 тонны, что было уже выше допустимого.
Тогда инженеры Н. П. Каськов и Н. Н. Байдак выполнили технический проект компаунд-паровоза типа 0-4-0 специально под условия данной дороги. В 1910 году дорога выдала Коломенскому заводу заказ на 16 машин по данному проекту, при этом было оговорено, что нагрузка от движущих колёсных пар на рельсы не должна превышать 15 тс, в противном случае дорога такие локомотивы принимать не станет. Завод разработал рабочие чертежи, при этом по весовым ограничениям толщина полотен рамы была снижена с 33 до 32 мм.
В 1910 и 1911 году Коломенский завод выпустил для Армавир-Туапсинской дороги по 8 паровозов (заводской тип 117), которые получили обозначение серии Бк и номера 101—116. Они имели паровую машину системы кросс-компаунд с цилиндрами диаметром 520 мм (высокого давления) и 770 мм (низкого давления) и ходом поршня 650 мм; конструкционная скорость была определена как 60 км/ч. Из-за короткой колёсной базы на паровозах заводского типа 117 было применено упругое соединение локомотива с тендером («водила» Нольтейна). Также они имели воздушные тормоза системы Вестингауза и приборы отправления Линднера. Цилиндрическая часть состояла из 258 дымогарных труб диаметром 46/51 мм, как у серии Ѵ, но их длина стала меньше (4200 мм против 4660 мм).
В технической документации тип 117 Коломенского завода обычно указывали как «тип 0-4-0 Армавир-Туапсинской железной дороги»; в 1912 году Министерство путей сообщения Российской империи присвоило данным паровозам новую серию — Ы. С 1913 по 1916 годы Коломенский завод строил паровозы Ы и для других дорог, а с 1915 года к выпуску подключился и Воткинский завод, который строил их уже до 1920 года.
| Год  | Завод-изготовитель | Количество | Номера                | Дорога первоначальной приписки                 |
| ---- | ------------------ | ---------- | --------------------- | ---------------------------------------------- |
| 1910 | Коломенский        | 8          | 101 — 108             | Армавир-Туапсинская                            |
| 1911 | Коломенский        | 8          | 109 — 116             | Армавир-Туапсинская                            |
| 1913 | Коломенский        | 10         | 101 — 110             | Подольская                                     |
| 1913 | Коломенский        | 7          | 1 — 7                 | Кахетинская                                    |
| 1913 | Коломенский        | 10         | 400 — 409             | Волго-Бугульминская                            |
| 1914 | Коломенский        | 11         | 111 — 121             | Подольская                                     |
| 1914 | Коломенский        | 12         | 8 — 19                | Кахетинская                                    |
| 1914 | Коломенский        | 17         | 410 — 426             | Волго-Бугульминская                            |
| 1914 | Коломенский        | 15         | 29 — 43               | Троицкая                                       |
| 1914 | Коломенский        | 5          | 1 — 5                 | Кольчугинская                                  |
| 1914 | Коломенский        | 7          | … — …                 | Аккерманская                                   |
| 1914 | Воткинский         | 20         | в интервале 531 — 631 | Северо-Восточная Уральская и Западно-Уральская |
| 1915 | Коломенский        | 7          | 122 — 128             | Подольская                                     |
| 1915 | Коломенский        | 16         | 44 — 59               | Троицкая                                       |
| 1915 | Коломенский        | 2          | 101, 102              | Олонецкая                                      |
| 1915 | Воткинский         | 13         | в интервале 531 — 631 | Северо-Восточная Уральская и Западно-Уральская |
| 1916 | Коломенский        | 8          | 129 — 139             | Подольская                                     |
| 1916 | Воткинский         | 24         | в интервале 531 — 631 | Северо-Восточная Уральская и Западно-Уральская |
| 1917 | Воткинский         | 12         | в интервале 531 — 631 | Северо-Восточная Уральская и Западно-Уральская |
| 1918 | Воткинский         | 24         | в интервале 531 — 631 | Северо-Восточная Уральская и Западно-Уральская |
| 1919 | Воткинский         | 24         | в интервале 531 — 631 | Северо-Восточная Уральская и Западно-Уральская |
| 1920 | Воткинский         | 24         | в интервале 531 — 631 | Северо-Восточная Уральская и Западно-Уральская |

Всего было выпущено 236 паровозов данной серии.
В 1916 году Северные железные дороги получили с других дорог 12 паровозов серии Ы, которым присвоили новые номера 700—711; в 1917 году они поступили уже на Олонецкую дорогу. Также имеются данные, что среди паровозов Ы, выпущенных Коломенским заводом в 1915 году, 10 машин позже работали на Ачинско-Минусинской железной дороге.

## Паровозы Ыч
В 1911 году было открыто движение по участку Армавир — Туапсе, а также заканчивалось строительство ветки Туапсе — Белореченская, когда Армавир-Туапсинская дорога решила заказать Коломенскому заводу новую партию паровозов типа 0-4-0. Тогда же инженер А. О. Чечотт предложил применить на новых машинах перегрев пара с одновременным увеличением диаметров цилиндров компаунд-машины. В 1912 году Коломенский завод выпустил 10 таких паровозов (заводской тип 131), которые получили обозначение серии Ыч (в честь инженера Чечотта) и номера 117—126. В 1915 году завод построил ещё 18 паровозов Ыч, но уже для Кольчугинской железной дороги (линия Югра — Кольчугино с веткой Топки — Кемерово); эти паровозы получили номера 6—23.
| Год  | Количество | Номера    | Дорога первоначальной приписки |
| ---- | ---------- | --------- | ------------------------------ |
| 1912 | 10         | 117 — 126 | Армавир-Туапсинская            |
| 1915 | 18         | 6 — 23    | Кольчугинская                  |

Паровозы Ыч имели двухоборотный пароперегреватель системы Шмидта — такой же ранее был применён на паровозах серии Ѵ. Также на паровозах Ыч, как и на паровозах Ѵ, были поставлены инжекторы Фридмана ТН-10 и пресс-маслёнки конструкции этого же инженера. Паровая машина имела цилиндры диаметром 550 и 790 мм и почти полностью использовала допустимые габариты подвижного состава — в истории паровозостроения Российской империи это был самый большой диаметр цилиндров. В 1913—1914 годы на Николаевской железной дороге были приведены испытания одного из паровозов Ыч, которые показали, что благодаря применению перегрева пара при машине двойного расширения он имел самый низкий расход пара на единицу работы из всех ранее построенных в стране товарных паровозов. Также Ыч развивал мощность 1000—1100 л.с. — самый мощный одномоторный компаунд-паровоз в истории Российской империи; для сравнения, такую же мощность имел двухмоторный (четырёхцилиндровый) паровоз Ѳ типа 0-3-0+0-3-0 (системы Малле).
Однако при всех своих высоких показателях серия Ыч имела и существенные недостатки, в том числе само сочетание перегрева пара и машины двойного расширения приводит к значительному увеличению расходов на обслуживание и ремонт, и потому зачастую экономически нецелесообразно. А такие недостатки компаунд-машин, как ухудшение работы конусного устройства, менее равномерное распределение касательных усилий тяги и неравномерный износ движущего и парораспределительного механизмов на правой и левой сторонах паровоза, у серии Ыч из-за больших диаметров цилиндров только стали ещё более актуальными. К тому же высокую мощность данный паровоз развивал на высоких скоростях, но в эксплуатации скорости были ограничены по условиям уравновешивания движущего механизма, которые в свою очередь были существенно ограничены большой массой поршня цилиндра низкого давления.
В силу указанных недостатков дальнейшего распространения серия Ыч не получила.

## Паровозы Ыу
С 1913 по 1915 годы Коломенский завод для Алтайской железной дороги (линии Алтайская — Бийск, Новониколаевск — Алтайская — Барнаул — Семипалатинск) строил паровозы, у которых по сравнению с исходной серией Ы был усилен паровой котёл, для чего длина дымогарных труб была доведена до 4660 мм (как у серий Ѳ и Ѵ), площадь колосниковой решётки возросла до 3,23 м², а давление пара в котле — до 13 кгс/см²; при этом общий вес локомотива составлял 63,05 тонн. Также на них были использованы качающиеся колосники, которые ранее в порядке опыта применялись на пассажирских паровозах типа 2-3-0 серий А и Б, а на цилиндрах высокого давления были поставлены клапаны Рикура. Данные паровозы с усиленным котлом получили обозначение серии Ыу.
| Год  | Количество | Номера                | Дорога первоначальной приписки |
| ---- | ---------- | --------------------- | ------------------------------ |
| 1913 | 20         | в интервале 101 — 165 | Алтайская                      |
| 1914 | 16         | в интервале 101 — 165 | Алтайская                      |
| 1915 | 28         | в интервале 101 — 165 | Алтайская                      |

Всего было выпущено 64 паровоза серии Ыу.

## Паровозы Ып
В 1913 году Олонецкая железная дорога заказала Коломенскому заводу два паровоза Ы (получила в 1915 году). Тогда же инженер А. А. Жданко предложил данной дороге заказать ещё партию паровозов, которые будут по конструкции в целом аналогичны паровозам Ыч, но с простой машиной (с однократным расширением пара) с диаметром цилиндров 550 мм (позже был увеличен до 555 мм).
Данные паровозы получили обозначение серии Ып (заводской тип 146) и они строились заводом для Олонецкой, Кулундинской (линия Татарская — Карасук — Кулунда) и Подольской (линии Коростень — Каменец-Подольский, Коростень — Жлобин) железных дорог.
| Год  | Количество | Номера       | Дорога первоначальной приписки |
| ---- | ---------- | ------------ | ------------------------------ |
| 1915 | 8          | 103 — 110    | Олонецкая                      |
|      | 6          | 111 — 116    | Олонецкая                      |
| 13   | 401 — 413  | Кулундинская |                                |
| 1917 | 8          | Кулундинская | 414 — 421                      |
| н.д. | 9          | 201 — 209    | Подольская                     |

Всего было выпущено 44 паровоза серии Ып.

## В кино
В немом фильме «Бог войны» (1929 год) паровоз Ы.17 ведёт санитарный поезд, в котором разворачиваются финальные события. Также паровоз серии Ы кратковременно появляется в начале короткометражного детского фильма «Поезд идёт в Москву» (1938 год) в сцене с почтовым поездом.

### Комментарии
1. ↑  В книге Ракова утверждается, что Ыч самый мощный среди всех компаунд-паровозов Российской империи